# Roncsipar
A Roncsipar egy magyar pszichedelikus/ipari rockzenekar. 2005 őszén alakult Budapesten egy sikertelen alternatív rockbanda utódjaként. Tagjai előtte különböző punk, grindcore illetve heavy metal formációkban játszottak.

## Hangzás
A Roncsipar meglehetősen kiterjedt hangzásvilággal rendelkezik ami legközelebb a kései 60-as évek pszichedelikus rockjához és a korai 90-es évek ipari metáljához van. Zenéjükre olyan irányzatok is hatással vannak, mint például a krautrock, a bossa nova és a tropicalia mozgalom, a konkrét és az elektroakusztikus zene, a korai funk vagy a doom metal.
A szerzemények leggyakrabban basszusgitárra épülnek, ritmusban gazdag dobprogramok és analóg stílusú billentyűsávok kísérik. A gitárok szabadon töltik ki a dinamikus alapot, vagy mint ritmus- vagy mint szóló- vagy pedig mint zajhangszer. Az éneksávok jellemzően narrációs célt szolgáltatnak, tényleges hangszerként keveset vannak használva.

## Tagok

### Állandó tagok
- Illés Dávid (basszusgitár, vokál, élő elektronika)
- Vajsz Kornél (gitár, ének, stúdió elektronika)

### Gyakori vendégek
- Eötvös Gábor (dob)
- Hegyaljai-Boros Zoltán (brácsa, gitár)
- Sike Gábor (ének)

## Kiadványok

### Nagylemezek
- Antimonumentum (2006, Grindhead records)
- Lüktetés (2006, Chromechoes production)
- Betonsivatag Kalifornia (2007, Chromechoes production)

### Kislemezek
- Mini Assemblage (2008, Chromechoes production; közös lemez a Drone'osh Tot zenekarral)

## Közreműködések, egyéb tevékenységek
Illés Dávid gitározik egy Zafírteknős névre hallgató alternatív zenekarban, illetve feloszlásukig tagja volt a Chronicles from the Twilight együttesnek mint basszusgitáros.
Vajsz Kornél sok kisebb zenekarban megfordult a '90-es évek végétől. Első komolyabb zenekara a Din-Addict volt, aminek utolsó pár évében énekelt. Jelenleg a Long Pig grindcore és a FutureRealm progresszív/avant-garde metal együttesekben énekel, illetve vendégként szerepelt az Another Way Holtágak az Ártérben című lemezén.